# Liste des cours d'eau du canton du Jura
Liste de cours d'eau s'écoulant dans le canton suisse du Jura. Les cours d'eau du canton du Jura s'écoulent dans deux bassins-versants différents : celui du Rhône et celui du Rhin.

## Bassin du Rhin
Il s'agit d'affluent du Rhin et de sous affluents :
- Birse
- Gabiare
- Lucelle
- Sorne
- Scheulte

## Bassin du Rhône
Il s'agit du Doubs et de ses affluents :
- Allaine
- Creugenat
- Vendline